# Dánská 1. divize 1974
Dánská 1. divize 1974 byla nejvyšší dánskou fotbalovou soutěží v roce 1974. Vítězem se stal a do Poháru mistrů evropských zemí se kvalifikoval tým KB Kodaň, účast v Poháru UEFA  si zajistily z třetího a čtvrtého místa týmy B 1903 Kodaň a Holbæk BI, neboť  druhý tým ligy Vejle Boldklub jako vítěz dánského poháru 1975 hrál Pohár vítězů pohárů 1975/76.
Ligy se zúčastnilo celkem 12 celků, soutěž se hrála způsobem každý s každým doma-venku (celkem tedy 22 kol) systémem jaro-podzim. Vzhledem k rozšíření soutěže na 16 týmů sestoupil jen poslední tým - obhájce titulu Hvidovre IF.

## Tabulka
| Poř. | Tým                  | Z  | V  | R | P  | VG | OG | B  |
| ---- | -------------------- | -- | -- | - | -- | -- | -- | -- |
| 1.   | KB Kodaň             | 22 | 15 | 3 | 4  | 48 | 24 | 33 |
| 2.   | Vejle Boldklub       | 22 | 11 | 3 | 8  | 47 | 35 | 28 |
| 3.   | B 1903 Kodaň         | 22 | 9  | 6 | 7  | 37 | 28 | 24 |
| 4.   | Holbæk BI (N)        | 22 | 9  | 6 | 7  | 33 | 30 | 24 |
| 5.   | B 1901 Nykøbing      | 22 | 9  | 5 | 8  | 40 | 38 | 23 |
| 6.   | Randers Freja        | 22 | 8  | 7 | 7  | 34 | 36 | 23 |
| 7.   | Boldklubben Frem     | 22 | 10 | 2 | 10 | 37 | 36 | 22 |
| 8.   | Næstved IF           | 22 | 8  | 5 | 9  | 40 | 38 | 21 |
| 9.   | Køge BK              | 22 | 7  | 6 | 9  | 31 | 42 | 20 |
| 10.  | Aalborg Boldspilklub | 22 | 6  | 7 | 9  | 35 | 41 | 19 |
| 11.  | Slagelse BI (N)      | 22 | 6  | 5 | 11 | 29 | 38 | 17 |
| 12.  | Hvidovre IF          | 22 | 4  | 5 | 13 | 24 | 49 | 13 |

|  | Pohár mistrů evropských zemí 1975/76 |
|  | Pohár vítězů pohárů 1975/76          |
|  | Pohár UEFA 1975/76                   |
|  | Sestup do 2. divize                  |
|  | (N) - nováček                        |